# ベルクカーメン
ベルクカーメン (ドイツ語: Bergkamen, ドイツ語発音: [bɛrkˈkaːmən] ( 音声ファイル)) は、ドイツ連邦共和国アルンスベルク行政管区のウナ郡に属す中規模郡所属市である。本市はヴェストファーレン＝リッペ地方連合およびルール地域連合に加盟している。カーメンは、開発計画上、ドルトムントを上級中心とする大都市圏の中級中心都市である。1966年1月1日に5つの小さな自治体が合併して新たな町村として成立したベルクカーメン（ウナ郡のベルクカーメン、ハイル、オーバーアーデン、リュンテ、ヴェッディングホーフェンの合併に関する法律による。オーヴァーベルゲは2年後にこれに加わった。）は、かつてヨーロッパ最大の炭鉱都市として知られていた。現在のベルクカーメンは経済的構造改革の最中であり、多彩なスポーツ、レジャー、文化イベントで知られている。

## 地理
ベルクカーメンは、西ドイツ中部、工業が盛んなルール地方の東端に面したヴェストファーレンに位置しており、大都市ハムやドルトムントに隣接している。市の南をザウアーラントの中低山地に接するヘルヴェークが通っており、市の北側はミュンスターラントの境界となっている。東側は肥沃なゾースター・ベルデ（ゾースト沃野）である。
北の市境はリッペ川が、東の市境は連邦アウトバーン A1号線が、これをなしている。南の市境はおおむね A2号線に近い。西の市境沿いにゼーゼケ川が流れており、リッペ川に注ぐ。ダッテルン＝ハム運河がベルクカーメンをヨーロッパ水路網に結びつけている。
市域の最高地点は、ルール地方のランドマークとなっているボタ山「グローセス・ホルツ」上の、海抜 148.5 m の「アデナー・ヘーエ」である。

### 隣接する市町村

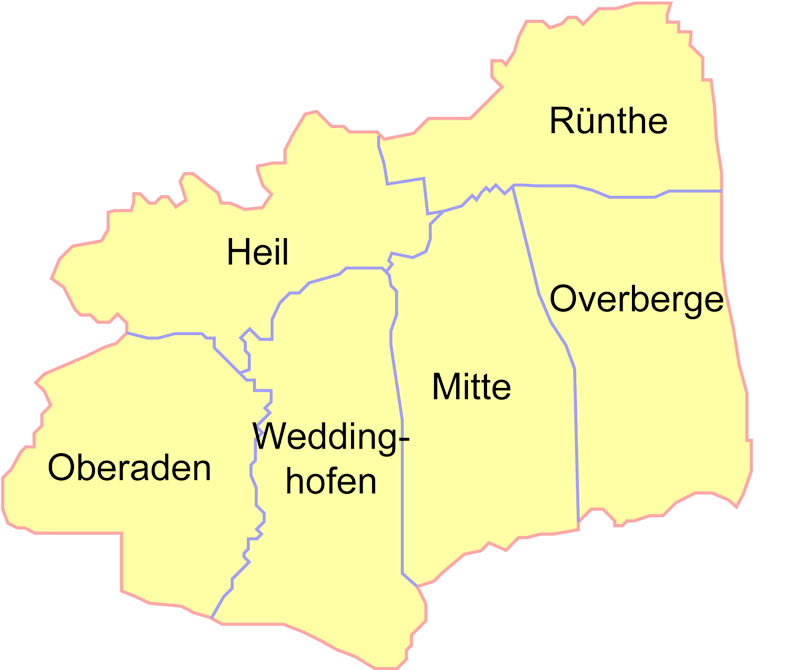
ベルクカーメンの市区図

ベルクカーメンは以下の都市と境を接する。
- カーメン（南、中規模都市、ウナ郡）
- リューネン（西、大都市、ウナ郡）
- ヴェルネ（北、中規模都市、ウナ郡）
- ハム（東、大都市、郡独立市）

### 市の構成
ベルクカーメン（1966年6月14日から「市」）は、1966年1月1日（オーヴァーベルゲは1968年1月1日）に以下の町村が合併して成立した。括弧内は2020年12月31日現在の人口である。
- ハイル（536人）
- ミッテ（旧ベルクカーメン）（17,400人）
- オーバーアーデン（12,185人）
- オーヴァーベルゲ（3,607人）
- リュンテ（6,694人）
- ヴェッディングホーフェン（10,016人）

## 住民

### 人口推移
以下の表にベルクカーメン市の1989年から2019年までの人口推移を示す。
| 1989年 | 1994年 | 1999年 | 2004年 | 2009年  | 2014年 | 2019年 |
| ------ | ------ | ------ | ------ | ------- | ------ | ------ |
| 49,303 | 51,333 | 53,054 | 52,517 | 511,149 | 48,218 | 48,740 |

### 人口統計
Wegweiser-Kommune が公開している人口統計、社会統合、社会学分野のデータによれば、ベルクカーメンの数値は以下の通りである。
- 18歳未満の比率: 17.1 %（2019年現在）
- 65歳以上の比率: 20.4 %（2019年現在）
- 外国人の比率: 12.9 %（2019年現在）
- 失業率（労働人口（15歳から64歳）に占める失業者の割合）: 6.6 %（2019年現在）

## 歴史

### 先史時代および古代
ベルクカーメン市付近の歴史はローマ時代にまで遡る。ローマ帝国のライン川からエルベ川に至るまでの拡大に関連して、紀元前11年の晩夏、皇帝アウグストゥスの養子であるドルススに率いられたローマ軍がリッペ川沿いを侵攻する際、現在のベルクカーメン＝オーバーアーデン地区にローマ軍オーバーアーデン基地を建設した。この基地は、2つの軍団と予備役兵のための基地であった。紀元前8年にゲルマンのスガンブリ族とブルクテリ族を征服した後、計画通り再び放棄された。1905年に司祭オットー・プラインによってローマ軍基地が発見されて以降、この施設の一部の発掘調査が多くなされた。広さ 56 ヘクタールのこの基地は、ヴェストファーレンの先史時代の遺跡の中で最も重要なものの1つである。この基地はアルプス以北最大のローマ時代の軍事基地であり、ヴェストファーレンで最も古い基地でもある。いくつかの出土品や構造物はベルクカーメン市立博物館に収蔵されている。
ザクセン＝フランケン時代の遺跡では、市域北東部の二重土塁の環状遺跡、「ブーマンスブルク」が文化財として保護されている。

### 中世および近世
アウトバーン A2号線の南側、オストフェルト農場で中世初期の副葬品を伴う墓地が3基発見された。南北向きに女性の墓、東西向きに男性の墓が配置されていた。男性には槍、楯、矢が副葬品として存在し、バックルも発見された。同じようなバックルはクサンテンからも発見され、7世紀のものであるとされている（Civezzano タイプ、北ドイツでは他にはブレーメン=マーンドルフから発見されているだけである）。彼の頭部は西を向いていた。おそらくとても小さな人物または子供の墓である3つめの墓は痕跡が遺るだけであるが、7世紀にまで遡る。墓のさらに上の高台には、11世紀半ばの焼けた瓦礫がある洞窟があるだけである。
ベルクカーメンの市境のすぐ東側のハム市内に、15世紀の貴族の館「ハウス・レック」がある。

### 19世紀から20世紀
19世紀の終わりまで、現在のベルクカーメンの場所には小さな村や孤立農場があるだけであった。特筆すべきは、1636年からボーデルシュヴィング家の一部が所有したグート・ハウス・フェルメーデで、プロイセンの2人の大臣や、ビーレフェルトにベーテルの病院施設を設立した司祭フリードリヒ・フォン・ボーデルシュヴィングはこの家系の出身である。
1849年のこの町の人口は、463人であった。
19世紀末にルール炭鉱がこの地にまで達した。1890年に最初の坑道が設けられた。後のモノポール炭鉱グリムベルク第1/2坑である。このため、炭鉱での労働力需要が高まり、現在の市域の人口が急速に増加した。1890年から1912年までの間に旧自治体ベルクカーメンの人口は9倍になった。
1910年12月1日の人口は、5,211人であった。

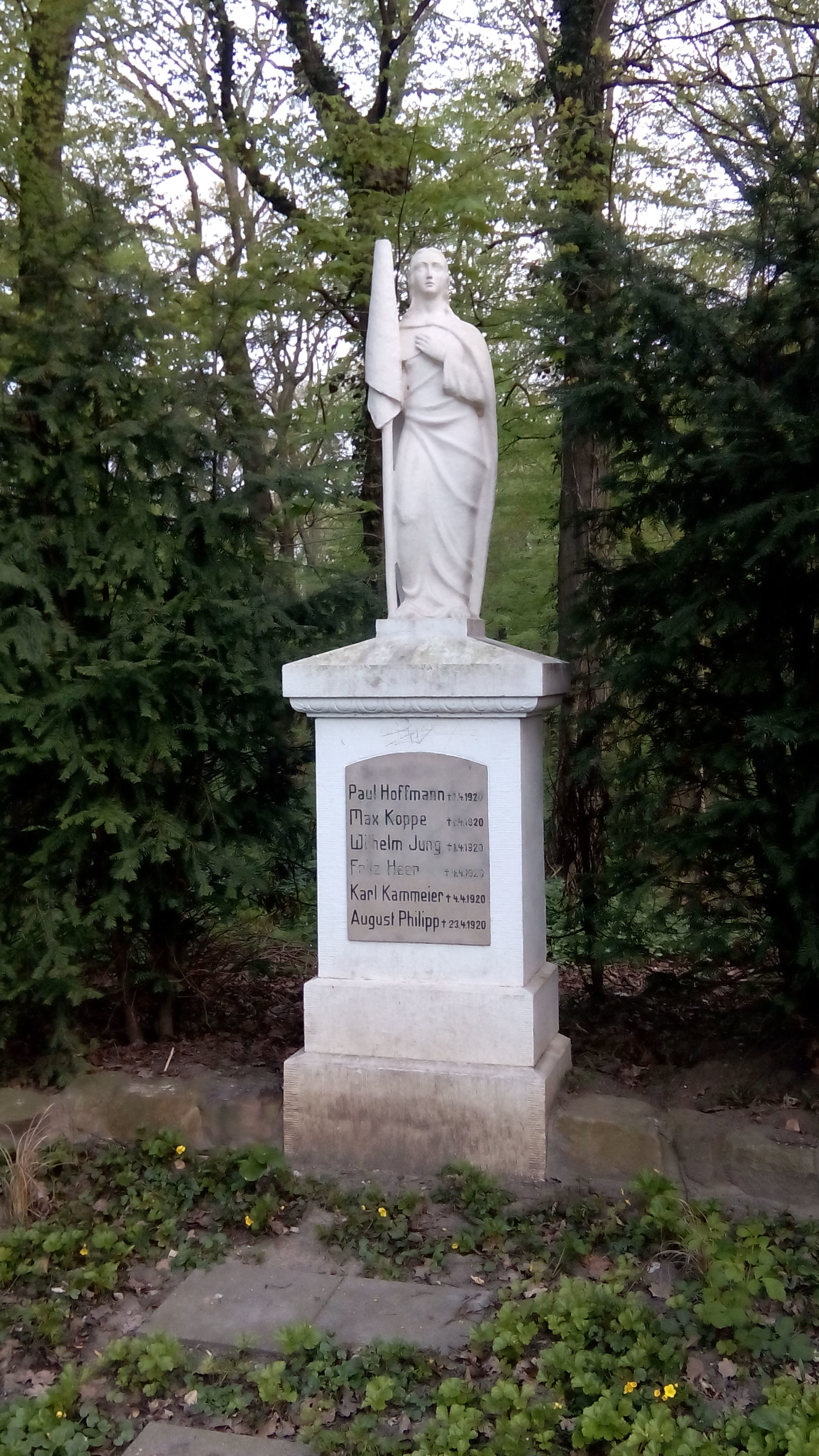
ルール赤軍メンバーの墓

1920年3月13日にクーデターによってベルリンの政府が倒れた時（カップ一揆）、ルール地方の労働者たちはゼネストを行い、一揆軍に対して武装蜂起した（ルール蜂起）。特にペルクムの戦いではルール赤軍に多くの犠牲者が出た。ペルクムの戦いのベルクカーメンの犠牲者と、その後戒厳令下でドイツ義勇軍によって射殺されたルール赤軍のメンバー（全部で6人の兵士）が現在の中央墓地に埋葬された。彼らの墓の上に設置された女性を象った像は、この6人の労働者が護ろうとした自由を象徴している。
1946年、モノポール炭鉱グリムベルク第3/4坑の深さ939メートル地点でドイツ最悪の炭鉱事故が発生した。この事故で405人の坑夫が命を落とした。
1966年1月1日に、それまで独立した町村であったベルクカーメン、リュンテ、ヴェッディングホーフェン、オーバーアーデン、ハイルが合併して新たな自治体ベルクカーメンが成立し、1966年6月14日にノルトライン＝ヴェストファーレン州政府から都市権が授けられた。元々ベルクカーメンに合併することになっていたニーダーアーデンはリューネンに合併することを決めた。いわゆるウナ法により、1968年1月1日にオーヴァーベルゲが6番目の地区として合併した。

## 宗教

### 概要
2011年の人口調査によれば、ベルクカーメンの福音主義信者は 19,936人 (40.6 %)、ローマ＝カトリック信者は 13,069人 (26.7 %)、その他の宗教団体に所属する者や無宗教者は16,005人 (32.7 %) であった。2011年に5つのカトリック教会がベルクカーメン司牧連合を結成した際、その信者数は約13,000人で、2019年現在も約12,000が所属している。この街には様々な宗派の教会がある。特に見応えがあるのがベルクカーメンの中心部に建つカトリックの教区教会聖エリーザベト教会である。

#### カトリック聖霊教会
ベルクカーメン司牧連合は、2011年に旧ベルクカーメン＝リュンテ司牧連合とヴェッディングホーフェン＝オーバーアーデン司牧連合が統合されて成立した。ベルクカーメン司牧連合は、2020年1月1日に聖霊教会と改名した。改名のその他の候補としては聖ゲオルクおよび聖アブラハムの2人の聖人が挙がっていた。カトリック教徒が期待する次のステップは、ベルクカーメン司牧連合、カーメン司牧連合、ベーネン司牧連合を統合して一つの司牧領域を形成することである。2020年4月からオーバーアーデン、ヴェディングホーフェン、リューテンの教区教会の司祭事務所が閉鎖された。聖エリーザベト教会の隣の司祭事務所が中央司祭事務所として機能し、これに伴いカトリック精霊教会組織の主教会も重要な役割を担った。この他にベルクカーメンのいくつかの老人ホームで礼拝も行われている。カトリックの精霊教会の組織は、3人の司祭、1人の組織事務官、2人の助祭で運営されている。
以下の教会がある:
- 聖エリーザベト教区教会（ミッテ）信者数: 約5,300人
- 聖バルバラ教区教会（オーバーアーデン）信者数: 約2,900人
- 聖ミヒャエル教区教会（ヴェディングホーフェン）信者数: 約2,500人
- ヘルツ・イェズス教区教会（リュンテ）信者数: 約1,600人
- 聖クレメンス助祭区（リュンテ）信者数: 約500人

#### 福音主義平和教会
福音主義平和教会もベルクカーメンに合計1万人の信者を擁している。ミッテ、オーヴァーベルゲ、ヴェディングホーフェンにそれぞれ教会がある。
以下の3つの教会管区がある。
- 復活教会（市の西部）
- 平和教会（ミッテ）
- トーマス教会（市の東部）

### ベルクカーメンのモスク
ベルクカーメンには5つのモスクがある。
- Merkez-モスク
- Mevlana-モスク
- Oberaden-モスク （DITIB傘下）
- Darul-Erkam-モスク （IGMG傘下）
- VIKZ-モスク

## 行政

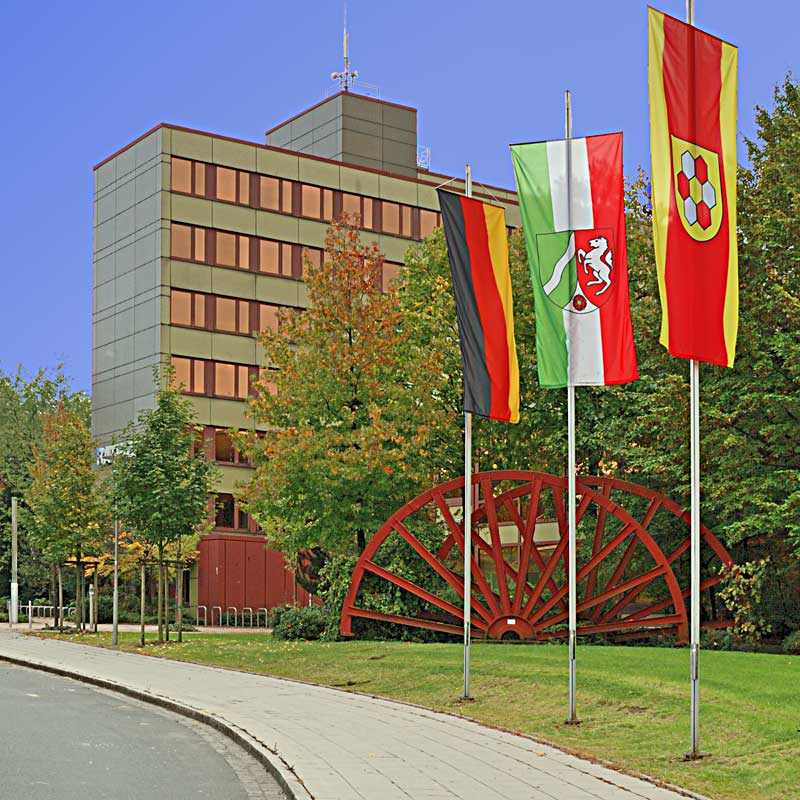
ベルクカーメン市庁舎

### 議会
ベルクカーメンの市議会は50議席からなる。

### 首長
ベルント・シェーファー (SPD) は2020年9月27日の市長選挙決選投票で 55.66 % の票を獲得して市長に選出された。
歴代の市長を以下に示す。
- 1966年 - 1975年: エドガー・ペヒ (SPD)
- 1975年 - 1989年: ハインリヒ・コーク (SPD)
- 1989年 - 1998年: ヴォルフガング・ケラーク (SPD)
- 1998年 - 2020年: ローラント・シェーファー (SPD) ベルクカーメン初の専任市長である。
- 2020年 - : ベルント・シェーファー (SPD)

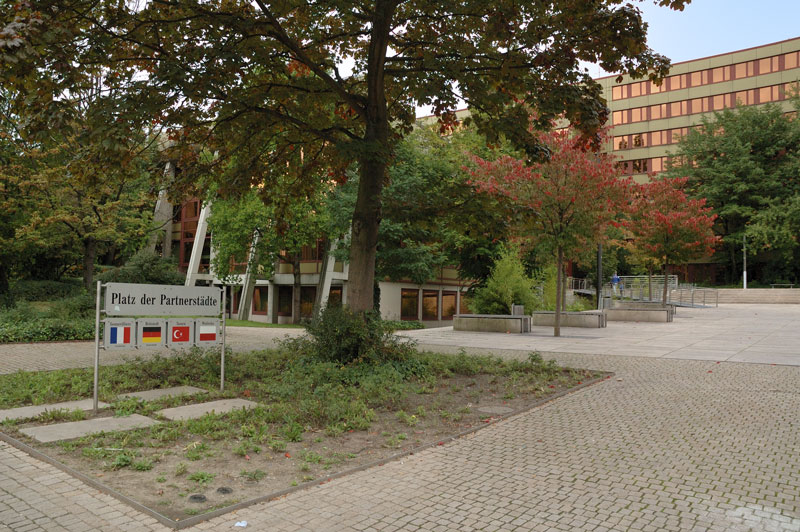
市庁舎前の姉妹都市広場

### 姉妹都市
ベルクカーメンは、以下の都市と姉妹都市関係にある。
- ヘットシュテット（ドイツ語版、英語版）（ドイツ、ザクセン＝アンハルト州）1990年
- ジュヌヴィリエ（フランス、オー＝ド＝セーヌ県）1994年/1995年
- シリフケ（トルコ、メルスィン県）旧タシュジュと1994年から姉妹都市関係にあったが、2014年の自治体再編でシリフケに合併した。
- ヴィエリチカ（ポーランド、マウォポルスカ県）1994年/1995年

ベルクカーメン市立ギムナジウムとジュニア交響楽団「バッハクライス・ベルクカーメン」は以下と姉妹関係を結んでいる。
- 西安市（中華人民共和国、陝西省）

ウナ郡は、長年、以下の姉妹関係を結んでいる。
- カークリース（英語版）（イギリス、ウェスト・ヨークシャー）

これに関連して、ベルクカメン市民大学は長年にわたって語学旅行を行っている。

### 紋章
ベルクカーメン市の紋章は、金地に、環状に連なった赤色と銀色が交互になった6つの六角形が描かれている。6という数は、ベルクカーメン市が6つの自治体が合併して（現在の市区）成立したことを意味している。六角形の図形はベンゼンの化学構造を表しており、これにより本市のかつての工業的背景（石炭、コークス製造、石炭化学産業）を表現している。用いられている色、金、赤、銀は、現在のベルクカーメンの市域がかつて属していたマルク伯にちなんでいる。
かつての町村ヴェディングホーフェン、リュンテ、オーバーアーデンの紋章は、市庁舎入り口の飾り板に描かれている。市内中心部東部の歩行者専用区域にある六角形の泉の外側には、オーヴァーベルゲとハイルの紋章が見られる。

## 経済と社会資本

### 経済
ベルクカーメンは、20世紀後半まで炭鉱（石炭採掘）の街であった。しかし、炭鉱の閉鎖によって失業率が急速に上昇した。現在市内には、新しい企業が進出するための産業用地または混合用地が 5万 m2 弱ある。
ベルクカーメン市は、人口1人あたりの平均主要収入がウナ郡の中で最も低い自治体である。州レベルで比較すると、2018年の平均可処分所得は、ノルトライン＝ヴェストファーレン州の396の市町村中389位に位置づけられている。ベーネンはドイツ全体でも収入の最も少ない自治体の1つに数えられる。

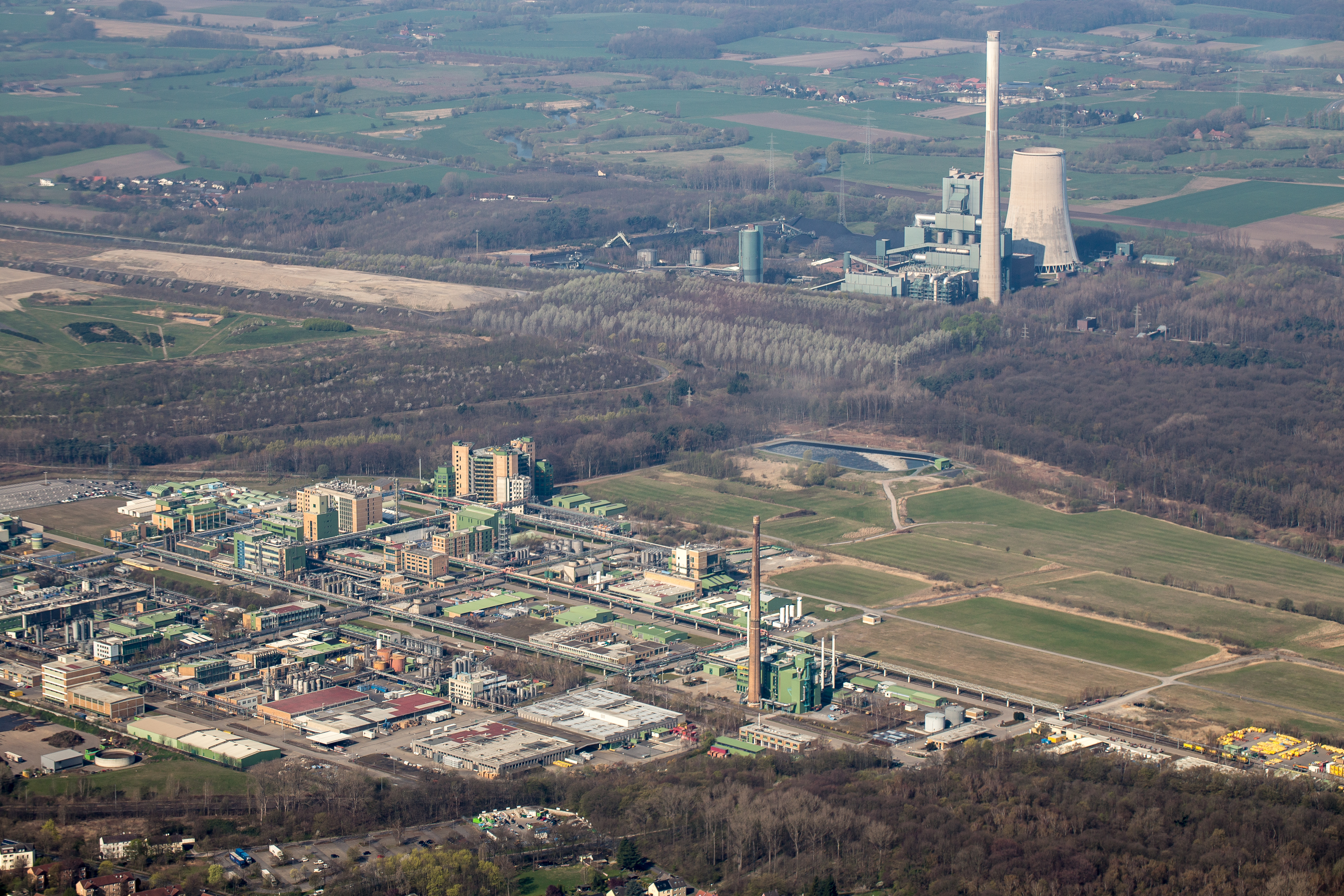
バイエルの工場（左下）とベルクカーメン発電所（右上）

### 地元企業
- バイエル・ファーマ（ドイツ語版、英語版）: かつてベルリンに本社を置きベルクカーメンに主要製剤工場を置いていた大手製薬コンツェルンのシェーリング AG（ドイツ語版、英語版） は、2006年にレーヴァークーゼンに本社を置くバイエル AGに吸収合併された。従業員数1,600人。
- ランクセス: かつてのクロンプトン・コーポレーション。アメリカの2つの化学系企業クロンプトン・コーポレーションとグレート・レイク・マヌファクチュアリングの合併によって成立した。従業員数290人。
- フンツマン（ドイツ語版、英語版）: ラッカー、建築用保護剤、接着剤、印刷用絵具のための基剤製造。
- ベルクカーメン発電所（ドイツ語版、英語版）: 石炭火力発電所。出力 747 MW。
- ポコ・メーベルホイザー: 1989年にペーター・ポールマンによって設立されたベルクカーメンに本社を置く家具量販店で、ドイツ全土に数多くの支店を有している。

### 消防団
ベルクカーメンの消防団は6つの消防班（3つの消防隊）からなる。
- オーヴァーベルゲとリュンテ（第1消防隊）
- ミッテとヴェディングホーフェン（第2消防隊）
- オーバーアーデンとハイル（第3消防隊）

ベルクカーメン消防団は約220人の団員を擁しており、約25台の緊急車両を有している。

### 交通

#### 道路交通

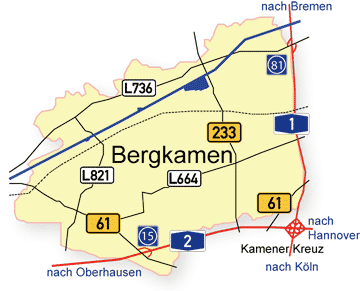
ベルクカーメンの主要道路網

ベルクカーメンは、アウトバーンのカーメン・ジャンクションに面しており、2本のアウトバーン、1本の連邦道を介してドイツの広域道路網に接続している。
- 連邦アウトバーン A1号線: プットガルデン（ドイツ語版、英語版） - ハンブルク − ブレーメン - ドルトムント - ヴッパータール - ケルン - ザールブリュッケン（ハンザ線）
- 連邦アウトバーン A2号線: オーバーハウゼン - ドルトムント - ビーレフェルト - ハノーファー - マクデブルク - ベルリン
- 連邦道 B233号線: イーザーローン - ヴェルネ

以下の連邦道 (B) および州道 (L) がベーネンを通っている。
- B233号線: この連邦道は南のカーメン方面から来て、おおむねベルクカーメン＝ミッテ市区とオーヴァーベルゲ市区との境界を通る。さらに北に向かいリュンテ市区を通って、ヴェルネ方面に抜けて行く。
- L653号線（旧B61号線）: この州道は西のリューネンから来てオーバーアーデン市区を通り、ヴェディングホーフェンの南からカーメンへ向かう。カーメンとの市境近くでカーメン/ベルクカーメン・インターチェンジによってアウトバーン A2号線に接続している。この道路は一旦カーメンに出た後再びベルクカーメン市内オーヴァーベルゲの南を通ってハム方面に向かってベルクカーメンの市域を離れる。
- L664号線: この州道は、ベルクカーメン＝オーバーアーデンの東で L653号線（旧B61号線）から分岐する。ヴェディングホーフェン、ベルクカーメン＝ミッテ、オーヴァーベルゲを通って、ペルクム方面に向かう。
- L736号線: この州道はリューネンから来てハイル市区、リュンテ市区を通ってハム方面に抜ける。リュンテ市区とザントボーフムとの境界に位置するハム/ベルクカーメン・インターチェンジを介してアウトバーン A1号線に接続する。
- L821号線: この州道はハイル市区を起点とする。主に北から南に延びており、オーバーアーデンを通ってカーメンのメトラー市区へ向かう。ベルクカーメン市内の新しいルート建設がすでに20年以上前から計画されているが、大きな議論となっている。

#### 鉄道
- ドイツ鉄道貨物路線ハム - オーバーハウゼン＝オスターフェルト（ハム - オスターフェルト線）が市内を東から西に通過している。1983年までは複線化されたこの路線を旅客列車も利用していた。ベルクカーメン駅は、ミッテとリュンテとの間、現在の自然保護区「ベーヴァーゼー」近くの人家の少ない場所にあった[31]。もう一つの駅は、オーバーアーデン市区のリューネナー通り（L654号線）沿いにあった[32]。
- 1909年から1950年まで路面電車ウナ - カーメン - ヴェルネ線が市内を通っており、ヴェディングホーフェンやリューテンなどに停車場があった[33]。そのルートは現在のバス路線R81とおおむね一致している。

ベルクカーメンは、ドイツで鉄道の通っていない街の中で、ヘルテンに次いで2番目に大きな街である。最寄りの旅客駅は隣接するカーメン、リューネン、ヴェルネにある。最寄りの鉄道乗換駅はハムおよびドルトムントである。
旅客鉄道に接続するための様々なオプションが長い間検討されてきた。ハム - オスターフェルト線を活用する案、廃止された炭鉱鉄道の路線を再生する案、あるいは路面電車（レギオナルシュタットバーン）を建設する案などが提示された。国際造園博2027に伴い、まずはハム - オスターフェルト線に臨時駅が建設される。

#### バス
ベルクカーメンの公共旅客交通は、ウナ郡交通共同体 (VKU) によって運営されている。乗り合いバスの中心的なバスステーションはベルクカーメン市庁舎の前にある。ベルクカーメンには10路線の路線バスがパターンダイヤで運行している。高速バス（3路線）、地域バス（5路線）、市内バス（1路線）、直通路線バス（2路線）、夜行バス（1路線）に分類される。これにVKUタクシーバス路線（デマンド型交通、4路線）が地域路線を補完している。
高速バス路線
| 路線番号 | 行程 | 運行間隔                          | 停留所数 | 運行時間（概数）       |
| -------- | --- | --------------------------------- | -------- | ---------------------- |
| S20      | リューネン - ベッキングハウゼン - ベルクカーメン - ハム＝へリンゲン                                          | 1時間（月曜-土曜）                | 22       | 52分（リューネンから） |
| S30      | ベルクカーメン - ヴェディングホーフェン - ドルトムント・ライノルディ教会 - ドルトムント中央駅                | 1時間（月曜-土曜）、2時間（日曜） | 8        | 37分                   |
| S81      | ヴェルネ・ホルトカンプ - リュンテ - ベルクカーメン - カーメン - カーメン・カレー - ケーニヒスボルン - ウナ駅 | 1時間（月曜-金曜）                | 36       | 1時間14分              |

ベルクカーメンは、2005年から高速バス S30 によってドルトムントと魅力的に結ばれている。そのルート（ベルクカーメン・バスステーション - ベルクカーメン＝ヴィディングホーフェン - ドルトムント＝キルヒデルネ - ドルトムント＝ライノルディキルヒェ - ドルトムント中央駅）と乗車時間の短さから、この高速バスは好意的に受け容れられている。S81は、地域バス R81 と多くの停留所を共有している。
高速バス S20、S30、S81は、乗り換え確約ステーションのベルクカーメン停留所に停車する。すなわち、ここではバスが同時に出発するため、乗客はある高速バスから別の路線に直接乗り換えることが可能である。S20は、リューネン駅からベルクカーメン・バスステーション経由でハム・バスステーションに特定の時間帯にのみ運行している。
地域バス路線
| 路線番号 | 行程 | 運行間隔                            | 停留所数 | 運行時間（概数） |
| -------- | --- | ----------------------------------- | -------- | ---------------- |
| R11      | リューネン - リューネン＝ジュート - ホルストマール - ベッキングハウゼン - オーバーアーデン - ヴェディングホーフェン - ベルクカーメン・バスステーション | おおむね30-60分                     | 38       | 1時間16分        |
| R12      | リューネン - ベッキングハウゼン - オーバーアーデン - ヴェディングホーフェン - ベルクカーメン・バスステーション                                         | おおむね30-60分                     | 39       | 52分             |
| R13      | ベルクカーメン・バスステーション - カーメン駅 | 30分（月曜-金曜）、60分（土日祝日） | 15       | 26分             |
| R81      | ヴェルネ病院 - リュンテ - ベルクカーメン・バスステーション - ヴェディングホーフェン - カーメン駅 - カーメン・カレー - ケーニヒスボルン - ウナ駅        | おおむね30分                        | 40+      | 1時間46分        |
| R82      | ヴェルネ病院 - リュンテ - オーヴァーベルゲ - ベルクカーメン・バスステーション                                                                          | 1時間                               | 34       | 45分             |

ベルクカーメン・バスステーションからカーメン駅へ行く新たな路線 R13が2017年から運行している。これ以後 R12はベルクカーメン・バスステーションまでの運行で、カーメン方面には運行していない。
市内バス路線
| 路線番号 | 行程 | 運行間隔                            | 停留所数 | 運行時間（概数） |
| -------- | --- | ----------------------------------- | -------- | ---------------- |
| C11      | ベルクカーメン・バスステーション - シュターディオン - ノルトフェルト - グリューネ・インゼル - ヴィルヘルム＝ロイシュナー通り（一部循環） | 20分（月曜から金曜）、1時間（土曜） | 9        | 11分             |

2017年からベルクカーメン・バスステーションと市の南部に位置するノルトフェルトとの間で市内バス C11が運行している。シュターディオン停留所から C11は環状にヴィルヘルム＝ロイシュナー通り停留所まで運行し、ここを終点としている。
1時間に1回、C11は、ベルクカーメンのバスステーションで S30になるため、乗り換えなしでドルトムントへ行くことができる可能性がある。
直通バス路線
| 路線番号 | 行程 | 運行間隔                  | 停留所数 | 運行時間（概数） |
| -------- | --- | ------------------------- | -------- | ---------------- |
| D80      | ベルクカーメン・バスステーション - カーメン駅                                                                     | 1時間                     | 6        | 12分             |
| D86      | シュヴェールテ - ウナ - ケーニヒスボルン - カーメン - ベルクカーメン・ヴェルナー通り - リュンテ - ヴェルネ Amazon | 朝1本のみ（月曜から土曜） | 20       | 1時間5分         |

ベルクカーメン・バスステーションからカーメン駅へ向かう直通バス D80が2017年から運行されている。この路線は、両ステーション間をおおむね直線で、6つの停留所だけで運行しているため、特別に高速である。D86は、ヴェルネの Amazon流通センターまで良好な接続を請け負っている。シュヴェールテ、ウナ、カーメンといった都市にも、ヴェルネの Amazon中通センターとを結ぶ路線がある。
夜行バス路線
| 路線番号 | 行程 | 運行間隔         | 停留所数 | 運行時間（概数） |
| -------- | --- | ---------------- | -------- | ---------------- |
| N11      | リューネン - オーバーアーデン - ヴェディングホーフェン - ベルクカーメン - オーヴァーベルゲ - リュンテ - ヴェルネ | 土曜3本、日曜4本 | 39       | 56分             |

夜行バス N11のルートは、地域バス R11のルートとほぼ同様である。
タクシーバス路線
| 路線番号 | 行程 | 運行間隔                          | 停留所数 | 運行時間（概数） |
| -------- | --- | --------------------------------- | -------- | ---------------- |
| T36      | ハイル - オーバーアーデン - ベルクカーメン - ノルトベルク                                                                                                | 1時間（月曜から土曜）事前予約のみ | 16       | 25分             |
| T11      | リューネン - リューネン南 - オーバーアーデン - ヴェディングホーフェン - ベルクカーメン・バスステーション（T11のルートは時間によって変更される。）        | 特定の時間のみ                    | -        | -                |
| T81      | ヴェルネ - リュンテ - ベルクカーメン・バスステーション - ヴェディングホーフェン - カーメン - ケーニヒスボルン - ウナ（ルートは時間によって変更される。） | 特定の時間のみ                    | -        | -                |
| T82      | ヴェルネ病院 - ヴェルネ・シュタットハウス - ヴェルネ・マルクト（ルートは時間によって変更される。）                                                       | 特定の時間のみ                    | -        | -                |

T11、T81、T82は、3つの地域バス路線 R11、R81、R82を補完するためにタクシーバスの形態で運行している。以上4本のタクシーバス路線 T11、T36、T81、T82は特定の時間帯に、電話予約（出発の30分以上前まで）があった場合にのみ VKU によって運行される。

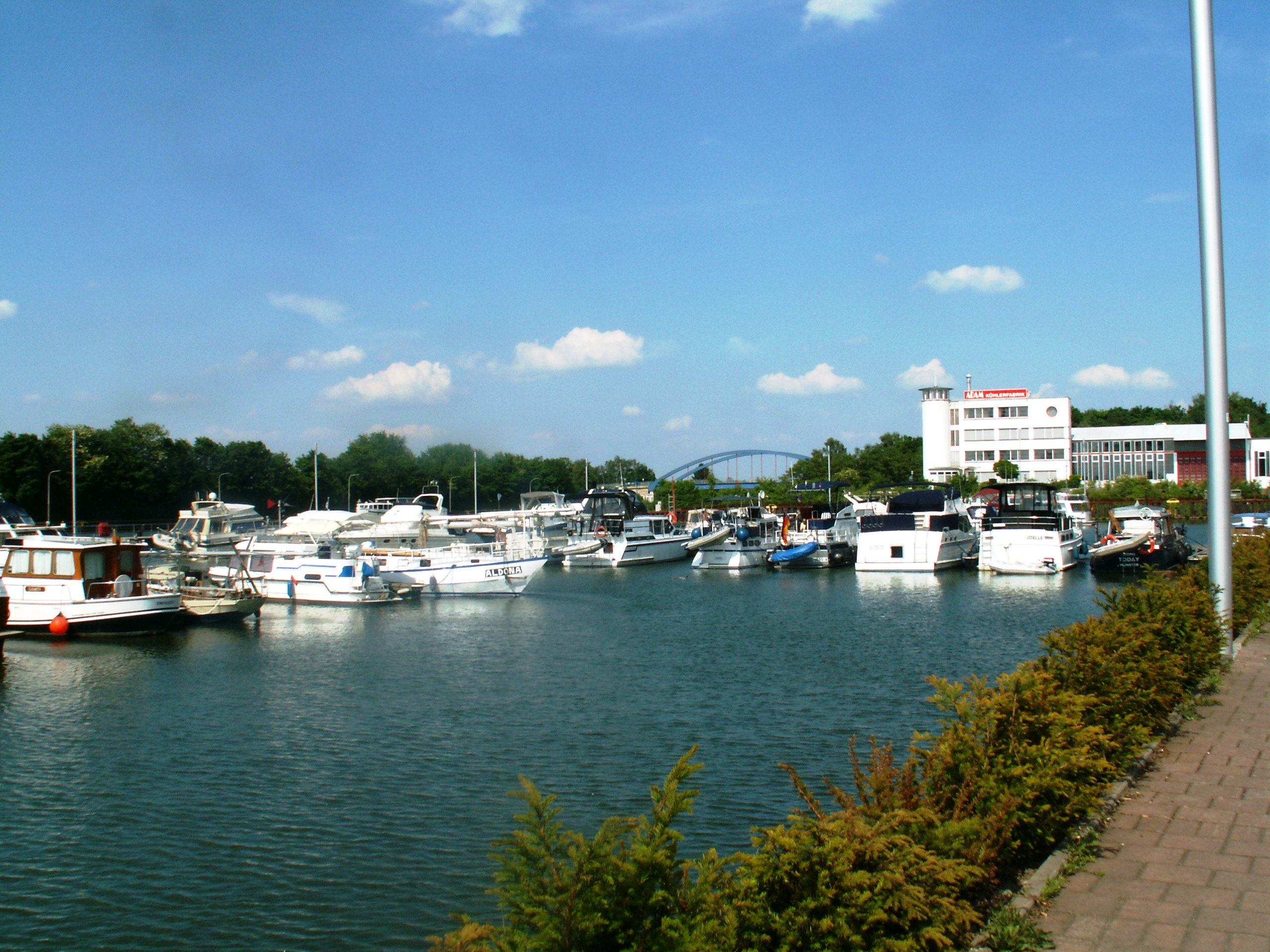
マリーナ・リュンテのヨット港

さらに時限運行のスクールバスが8路線ある。

#### 水路
ダッテルン＝ハム運河がベルクカーメンをヨーロッパ水路網に結びつけている。ベルクカーメンにはダッテルン＝ハム運河に2つの工業用の港がある。この他にこの運河沿いにスポーツボート用の港「マリーナ・リュンテ」がある。この港は、ノルトライン＝ヴェストファーレン州最大級のレジャー港の1つに数えられる。

#### 空港
最寄りの空港は、ドルトムント空港、デュッセルドルフ空港、ミュンスター/オスナブリュック空港である。ドルトムント空港へは車でわずか約 14 km、ミュンスター/オスナブリュック空港へは 65 km、デュッセルドルフ空港へは 87.5 km である。

### 教育
ベルクカーメンにはほぼ全ての形態の学校がある。それには、ユーゲントクンスシューレ（ジュニア芸術学校）、音楽学校、市民大学なども含まれる。市立図書館はシュタットマルクトの建物に移転した。

#### 養護学校
- ベルクカーメン＝ハイル
  - フリードリヒ＝フォン＝ボーデルシュヴィング＝シューレ、精神発達に重点を置く
- ベルクカーメン＝オーバーアーデン
  - レーゲンボーゲンシューレの一部、ウナ郡の養護学校、情動および社会的発達を重点とする
  - シューレ・イム・ハイトホーフの分校、ハム LWL-大学病院の LWL-シューレ
- ベルクカーメン＝リュンテ
  - レーゲンボーゲンシューレの一部、ウナ郡の養護学校、情動および社会的発達を重点とする（2017年7月31日まで）
  - ゾネンシューレの一部、ウナ郡の養護学校、言語発達を重点とする

#### 基礎課程学校
- ベルクカーメン＝ミッテ市区
  - ゲルハルト＝ハウプトマン＝シューレ
  - シラーシューレ
- ベルクカーメン＝オーバーアーデン市区
  - ヤーンシューレ
  - プラインシューレ
- ベルクカーメン＝オーヴェーベルゲ市区
  - オーヴァーベルゲ基礎課程学校
- ベルクカーメン＝リュンテ市区
  - フライヘル＝フォン＝ケッテラー＝シューレ
- ベルクカーメン＝ヴェディングホーフェン市区
  - プファルツシューレ[40]

#### 上級学校
- ベルクカーメン市立ギムナジウム（ヴェディングホーフェン市区）
- ヴィリー＝ブラント総合学校ベルクカーメン
- フライヘル＝フォム・シュタイン実科学校
- オーバーアーデン実科学校[40]

## 文化と見所

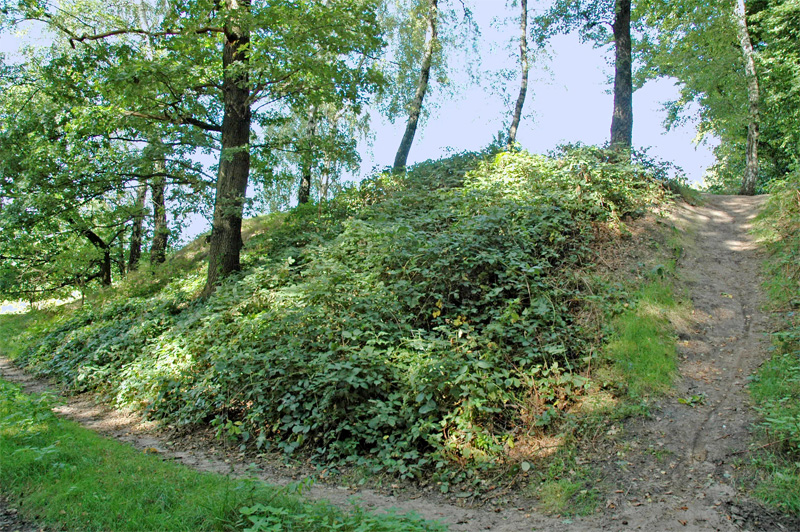
ブーマンスブルクの土塁跡

### 史跡
- オーバーアーデンのローマ軍基地: オーバーアーデン地区のローマ軍基地は、広さ 54 ha、2軍団のための基地で、アルプスの北側で最大、ヴェストファーレンで最も古いローマ軍基地である。2006年4月30日、ベルクカーメン市立博物館愛好・振興会のオーバーアーデン・ローマ軍基地考古学学習路が興味のある一般の人々に開放された。
- 埋蔵文化財ブーマンスブルク: ブーマンスブルクは、リューテン市区のアウトバーン A1号線近くの森の中にある。樹木が繁茂しているにもかかわらず、ザクセン＝フランケン式の二重環状土塁陣地が明らかに識別できる。この施設は、周辺の農民によって避難城塞として用いられた。現在は施設の内部を森の学習路が通っている。

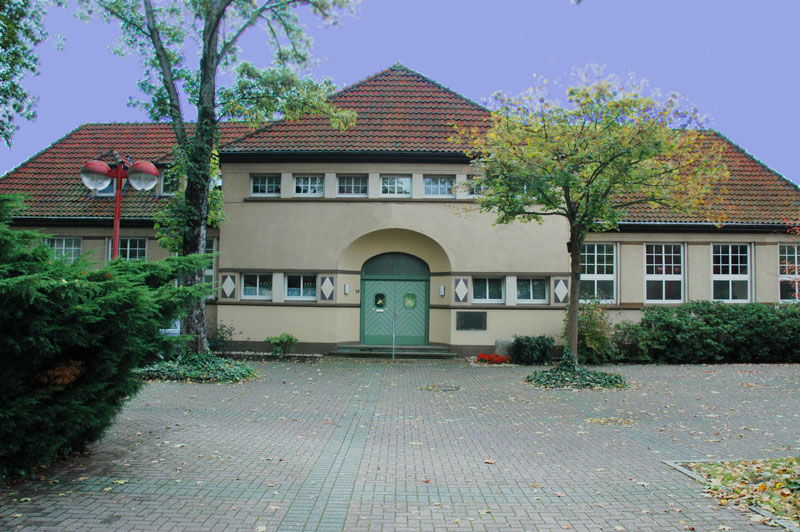
シェーンハウゼン中間収容所

### 保護文化財建築
以下に示すベルクカーメンの建築が保護文化財に指定されている。
- ミッテ地区のナチの中間収容所記念館: 1920年代に炭鉱労働者集落「コロニー・シェンーハウゼン」の社会福祉施設として建設されたこの建物は、1933年4月から1933年10月まで反政府活動家の中間収容所として利用された。1933年4月12日の大規模な襲撃で489人のドイツ共産党員および党に近しい人々が逮捕され、この福祉施設に収容された。合計約900人から1000人がここからより大きな収容所（たとえばブラウヴァイラーなど）や絶滅収容所に移送された。
- リュンテ地区の文化センター「シャハト3」（第3坑）: リュンテのヴェルネ炭鉱第3坑では1915年に石炭採掘が始まった。世界経済危機による販売低迷のため、他の坑道施設と同様に第3坑は1930年に閉鎖された。戦後交通網が酷く損傷していたため、リュンテ周辺の坑夫を迅速に現場に集めるために1946年から坑道が利用された。1960年になってやっと坑道は最終的に閉鎖された。この炭鉱の洗炭作業所は文化センターとして利用され、保護文化財に指定された。
- グーツホーフ「シュルツェ＝ハイル」 − エコロジーステーション: 1864年に建設されたグーツホーフ「シュルツェ＝ハイル」内にウナ郡のエコロジーステーションが入居している。エコロジーステーションには環境や自然保護に関連する多くの地域機関や協会があり、開館中に利用することができる。エコロジーステーションの売店では、アップルジュース、ゼリー、蜂蜜などのこの地域の製品を買うことができる。さらに定期的に入れ替えられる芸術作品展示を見学することもできる。

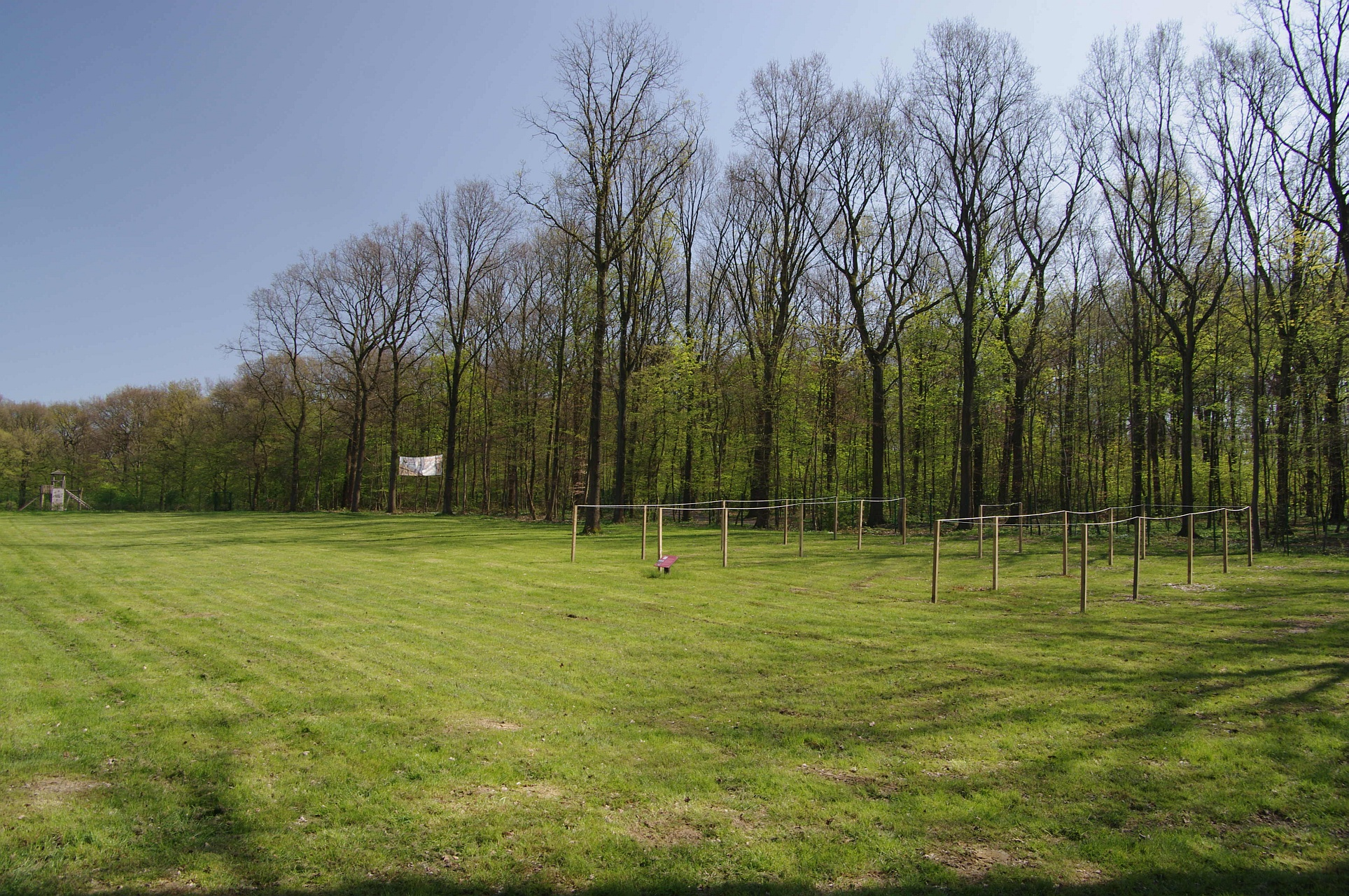
ローマ軍基地の発掘現場
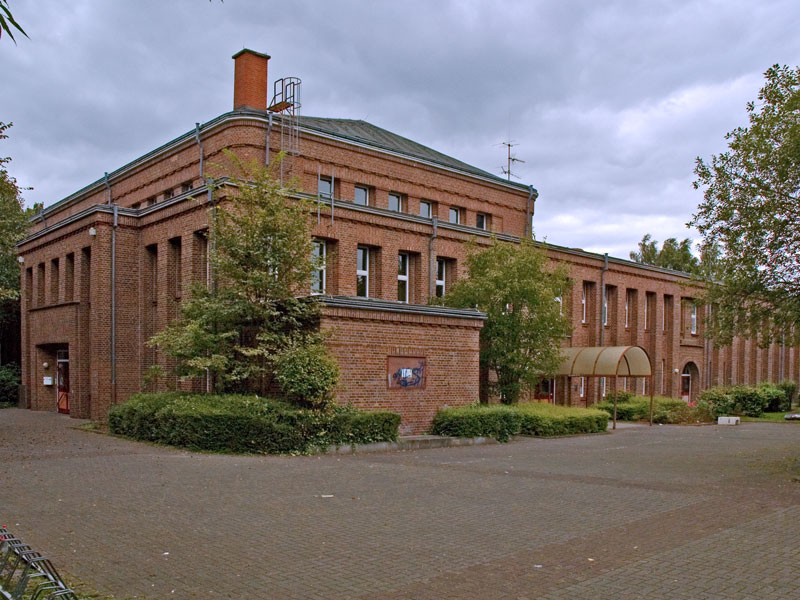
文化センター「シャハト3」
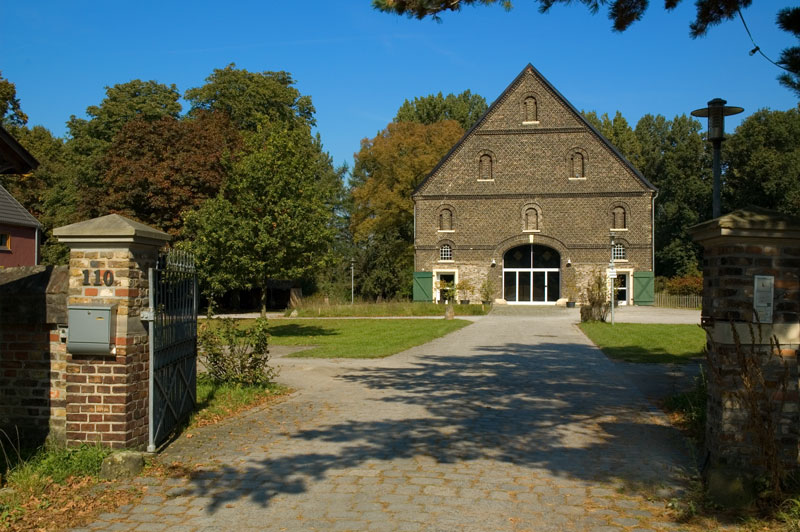
「シュルツェ＝ハイル」のエコロジーステーション

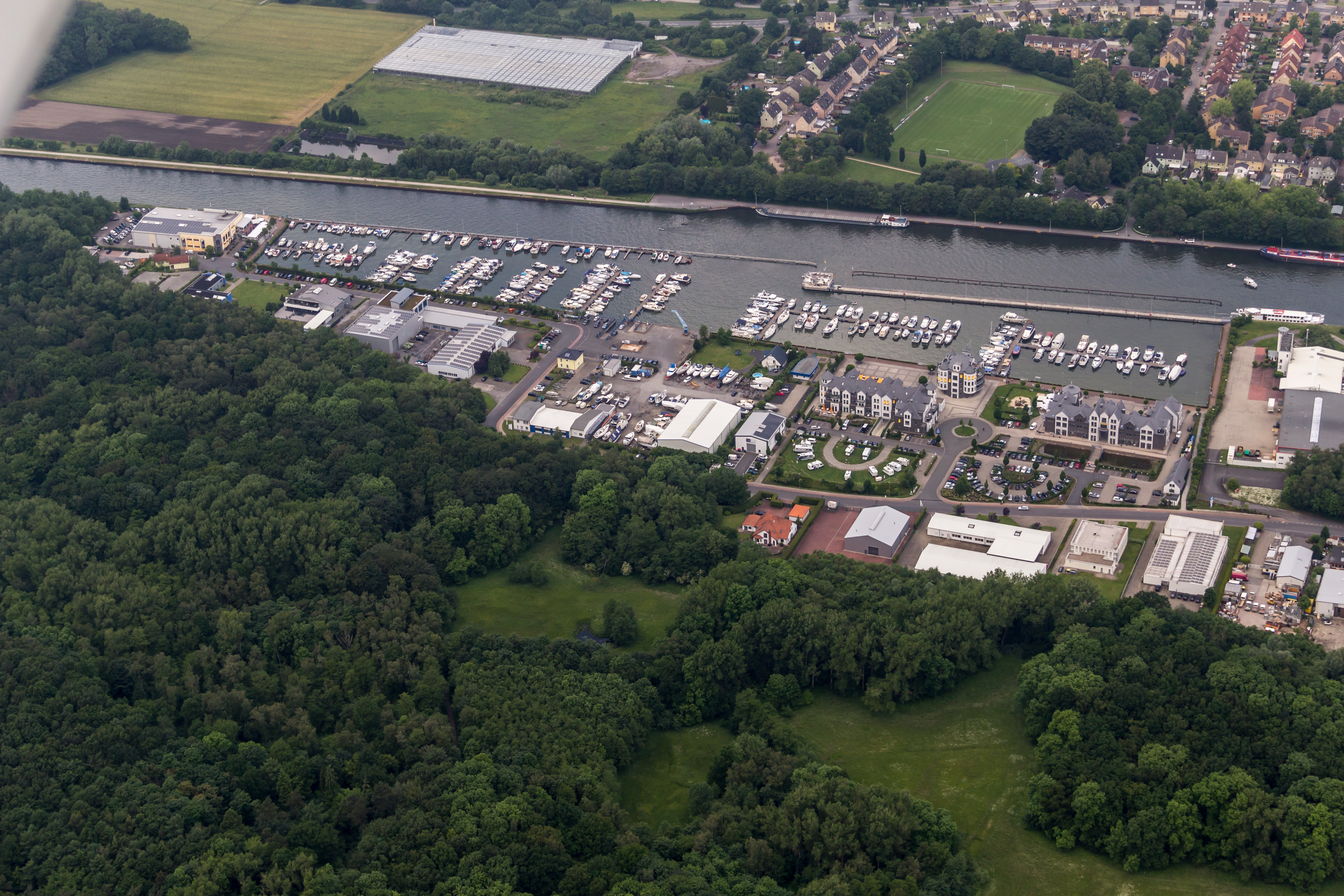
ヴェストファーレン・スポーツポートセンター（2014年）

### スポーツとレジャー
- ヴェストファーレン・スポーツボートセンター: ダッテルン＝ハム運河沿いに、ノルトライン＝ヴェストファーレン州で最も近代的で大きなレジャー港の1つである「マリーナ・リュンテ」を含むヴェストファーレン・スポーツボートセンターがある。この港には約250艘の係留施設と完全なボートインフラストラクチャが用意されている。また、ホテル、多くのレストラン、ビストロ、ビアガーデン、フィットネス施設もある。観光船「サンタ・モニカ」でハムやヘンリヒェンブルク船舶昇降機へ行くこともできる。
- ヴェレンバート: ヴェディングホーフェン地区にヴェレンバート・ベルクカーメンがある。2,000 m2 以上の水面、長さ 50 m のウォータースライダー、24,000 m2 の日光浴スペースをもつこのプールは近隣都市からの訪問者にとっても魅力的なレジャー施設である。
- ハイル自然屋外プール: 「ゲハイムティップ」はハイル市区にある自然屋外プールである。草地と農場との間にあり、古木が木陰を作る日光浴広場は、リッペ川の分流に位置するこの屋外プールに憩いをもたらしている。
- ベルクカーメン屋内プール: ミッテ市区の屋内プールは、広さ 312 m2、深さ可変（水深 0.90 - 3.80 m）の多目的水槽を持つ。さらに 100 m2 の水泳禁止水槽もある。高さ 1 m と 3 m の飛び込み板もある。
- アイススポーツホール: ヴェディングホーフェン市区のアイススポーツホールは、1,800 m2 の氷面を持ち、1シーズン5万人以上の訪問者をベルクカーメンおよび近隣都市から惹き付けている。
- 自転車道
  - ベルクカーメンを広域自転車道「ローマルート」が通っている。
  - ベルクカーメナー・ラート＝クルツアー: ドイツ自転車協会 (ADFC) と ベルクカーメン市は、市域内の重要な芸術作品を巡る全長 25 km の自転車ツアーを造った。
  - ルート・インダストリーカルチャー・パー・ラート（直訳: 自転車による工業文化ルート）: ベルクカーメンのボタ山「グローセス・ホルツ」はこのルート上の展望地点である。
  - カーメンからヴェルネへの炭鉱列車軌道跡: 自転車道として整備された廃線になった鉄道跡は、カーメンからオーヴァーベルゲやリュンテを通ってヴェルネまで自動車の通行に邪魔されることなく行くことができる。
- この街はドイツ室内ハンドボールの世界では知られている。 HC TuRa ベルクカーメンは、1983年から1985年までドイツ連邦最高位のリーグでプレイしていた。

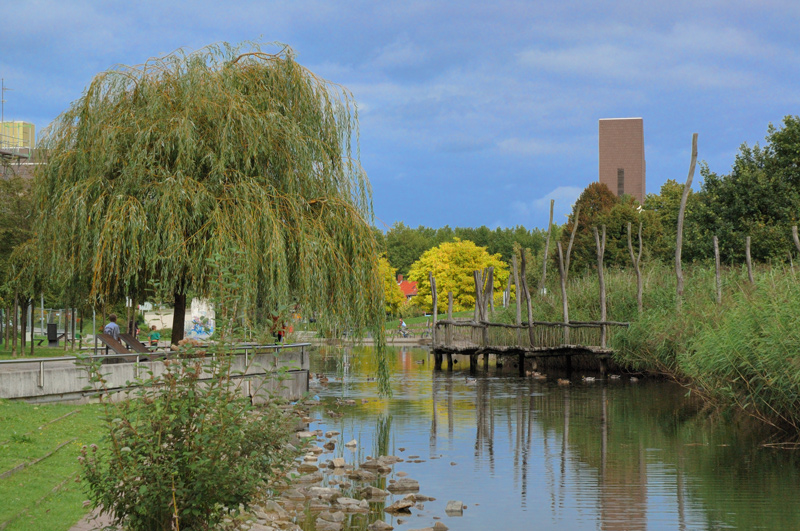
ヴァッサーパルク

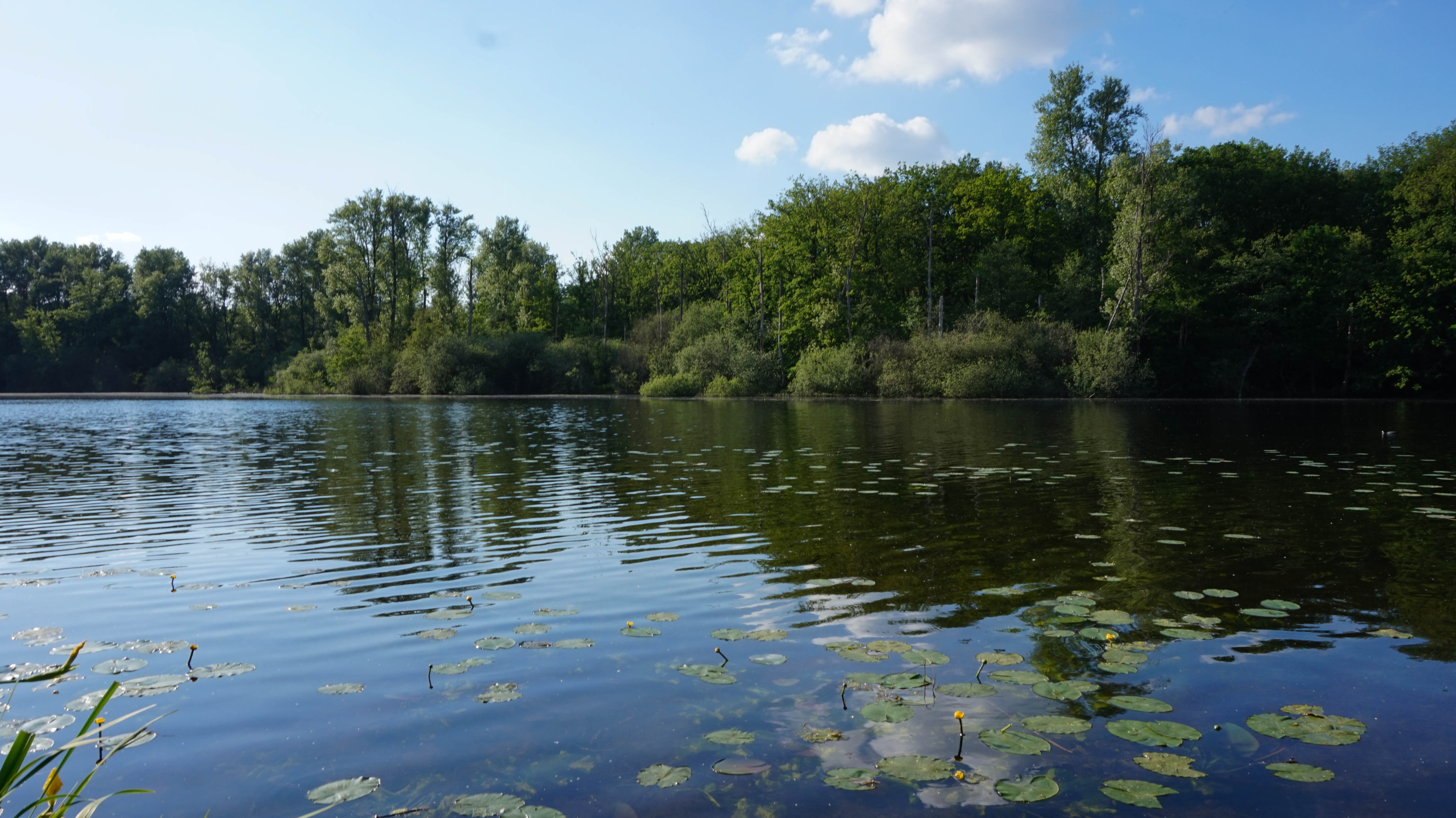
ベーヴァーゼー自然保護区

### 公園施設と近郊保養地
- ヴァッサーパルク: 市中心部の西に「ヴァッサーパルク」（直訳: 水の公園）が2001年に完成した。この公園の広さは約 22,000 m2 である。公園の北側に位置する「シティー」からの雨水が人工的に造られた広さ 4,500 m2 の水域に利用されている。水域の北岸にはプロムナードが通っており、南岸は葦原となっている[41]。
- ツェヒェンパルク: ミッテ市区の、ノルトベルクとグリムベルク産業地区1/2との間にツェヒェンパルクがある。かつては荒廃した公園であったが、近年根本的に改修された。
- レーマーベルクヴァルト: オーバーアーデン地区に位置するこの森には、多くの遊歩道が設けられている。
- ボタ山「グローセス・ホルツ」: このボタ山は、アプラウム炭鉱によって人工的に造られた丘である。レイアウトされた小径の特別なシステムにより、体への負荷に応じて山頂へ散策することができる。長い曲がりくねった道か、その間を真っ直ぐ登る急な道のどちらかを選ぶ。
- 公園墓地: 森の墓地として造られた広さ 22 ha のベルクカーメン市中央墓地は、ヴェディングホーフェン地区にある。この広い敷地は、2年の工期を経て1980年2月2日に完成した。
- 自然保護区「ベーヴァーゼー」: ベーヴァーゼー（湖）は、採掘によって地表が沈下したことによって形成された。広さ約 100 ha のこの地域はノルトライン＝ヴェストファーレン州最大級の自然保護区の1つであり、珍しい動植物の生息地となっている。湖岸の展望台からは多彩な種類の鳥を観察することができる。地域内には第二次世界大戦時の空爆跡が多く遺されている。空爆跡の多くには水が溜まっており、小さな池として風景に溶け込んでいる[42]。
- 自然保護区「ミューレンブルーフ」: 連邦道 B61号線沿い、カーメンとの市境に自然保護区ミューレンブルーフがある。駐車場があるのでこの地域まで車で行くことができる[43]。
- 国際庭園博2027: リューネン市と共同で「未来の庭園」が計画されている[44]。これにはボタ山「グローセス・ホルツ」（現在立ち入り禁止の部分を含む）、ベーヴァーゼー自然公園、リュンテとオーバーアーデンとの間のダッテルン＝ハム運河南側の土地、旧ハウス・アーデン炭鉱の敷地に設けられたヴァッサーシュタットを包含し、ベルクカーメンとリューネンとの間に通り抜けのできる回廊が設けられる予定である[45]。

### 年中行事
- 週の市: 毎週木曜日にベルクカーメン＝ミッテで開催されるマーケットで、近隣の市町村からも多くの客が訪れるこの地域最大の週の市である。
- 健康の日: 9月の第1週末にミッテ市区のツェントルム広場でベルクカーメンの「健康の日」が開催される。3000人以上が訪れるこのイベントは、この種のものとしてはルール地方東部で最大級のものの1つである。
- 光の市: ハロウィーンにはミッテ市区の「光の市」が多くの人をこの街に引き寄せる。色とりどりの光の中で俳優や訪問者たちが独特な光の芸術を創り上げる。
- 港祭: 6月の第1週末にマリーナ・リュンテで港祭が開催される。
- ガラクタ市: リュンテ産業地区やヴェルナー通り/ラントヴェール通り産業地区では定期的にガラクタ市が開催される。

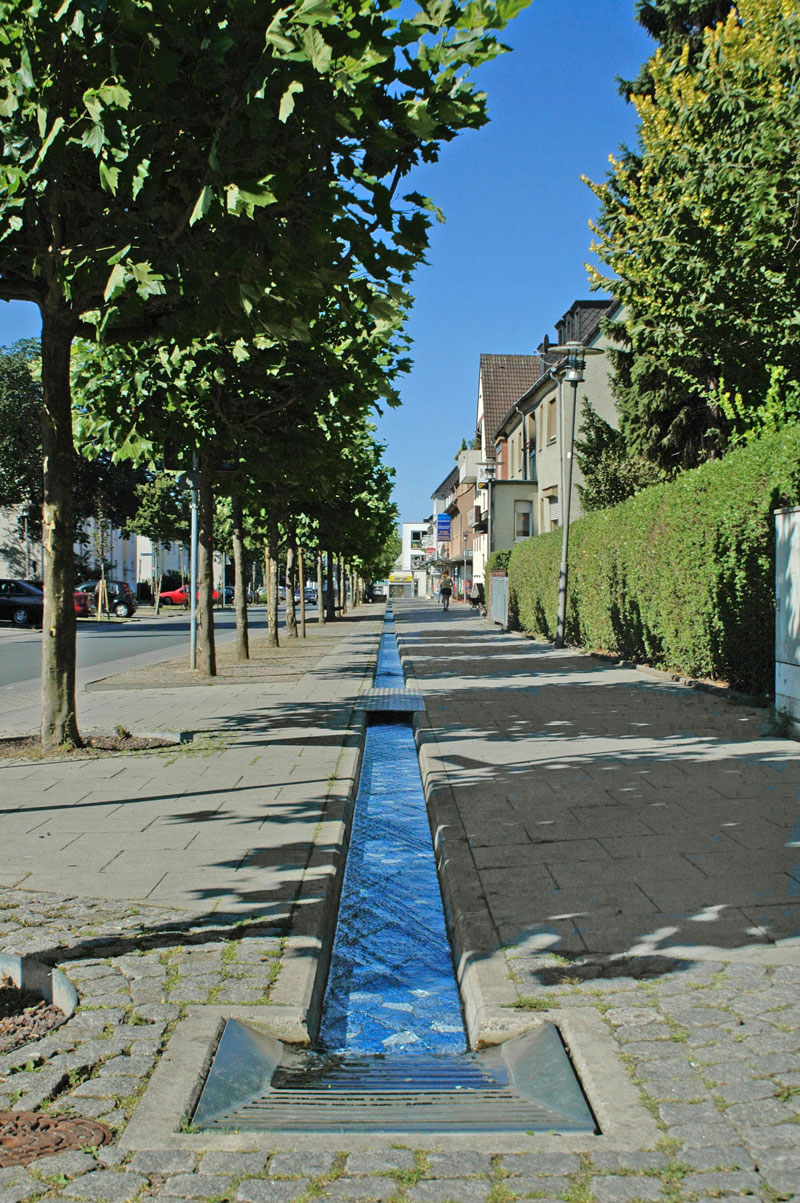
ダス・ブラウエ・バント

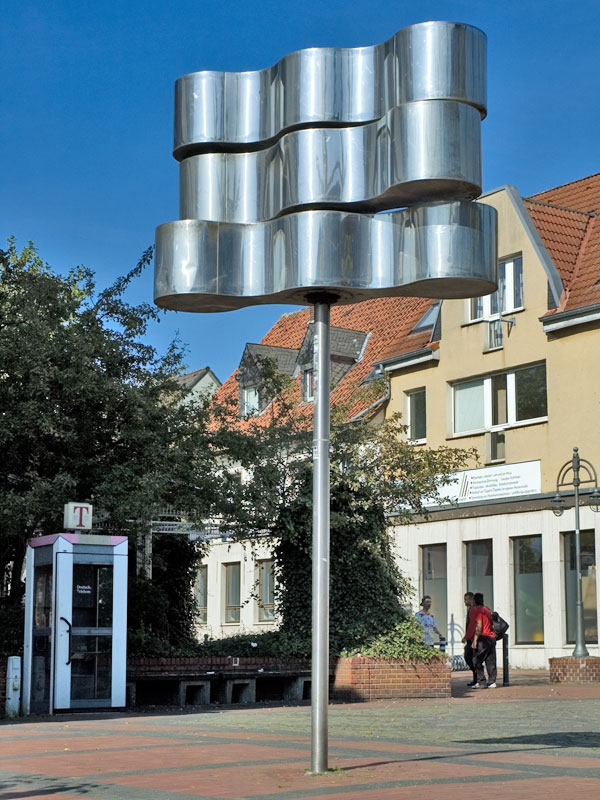
ヴィントプラスティック

### 現代芸術
- ロタール・カンプマン作のコンクリート像: ベルクカーメン市内には、ロタール・カンプマンが制作したコンクリート像がいくつか存在する。オーバーアーデン市区の博物館広場に6体、ミッテ市区の屋内プール付近に8体、ベルクカーメン＝ヴェディングホーフェン市区の中央墓地に1体（馬）ある。
- HA シュルトの作品「ダス・グリュック」（直訳: 幸運）: ケルンの芸術家 HA シュルトは、使われていなかった「シティー＝トゥルム」（1974年に建設され2000年11月から空き家となった15階建て、150戸の高層住宅。2014年に解体されて現存しない。）の退屈なファサードに、庭小屋が描かれた木製プレートで装飾することを2005年7月に開始した。計画では、まず東側に10個を完成させ、その後ファサード全体で70個に増やす予定であった。2011年3月、天候による劣化のため、木製プレートは取り外さざるを得なくなった。2014年にはシティーコンプレックスの居住棟は大部分が取り壊された。
- ダス・ブラウエ・バント（直訳: 青い帯）: 「ダス・ブラウエ・バント」は、市中心部の東（プレジデンテン通り/ノルトベルク）と中心部の西（ラートハウスフィールテル）とを、一部は水の流れる小川、一部は青いモザイクの帯で結ぶものである。ブラウエ・バントの終点の像はボレッテ・ホルムとオーレ・ヘンペルによる。
- ヴィントプラスティク（直訳: 風の像）: プレジデンテン通り/ペストロッツィ通りの角の Wieliczka広場にある、ギュンター・トルマン作の特殊鋼製の像である。
- Andrzej Irzykowski作の像: 歩行者専用区域の端（プレジデンテン通り/フーゼマン通りの角）にある、ポーランド人芸術家 Andrzej Irzykowski 作の像である。
- エルトピラミーデ（直訳: 大地のピラミッド）: 市庁舎前のバスステーションにティム・ウルリヒス（ドイツ語版）作の「エルトピラピーデ」がある。ひっくり返ったピラミッドの先端は精確に地球の中心を指している。この作品は金属で覆われた「底面」だけが見えている。銘には作品タイトルの他に作者名と、（架空の）ピラミッドの大きさ（1 m × 1 m × 6,364,416 m）とこの場所の座標が記されている。
- インテグラティオンスプラッツ（直訳: 統合広場）: ロタール・カンプマンの「国際統合塑像広場」は、リュンテ市区のリュンター通りとシュフェーゲル通りとの角にある。この作品は、レリーフのついた3つの壁、塑像、日時計のついた1つのテーブルで構成されている。ロタール・カンプマンは Mehmet Uyanik、Andrzej Pollo とともにプロジェクト 1968 を実現させた。
- 光の芸術とイルミネーション: ベルクカーメンには多くの光の芸術、光の像、イルミネーションがある。
  - 「ダス・ブラウエ・リヒト」（直訳: 青い光）: ホルスト・レレッケ作。A2号線沿いの風車前にある。

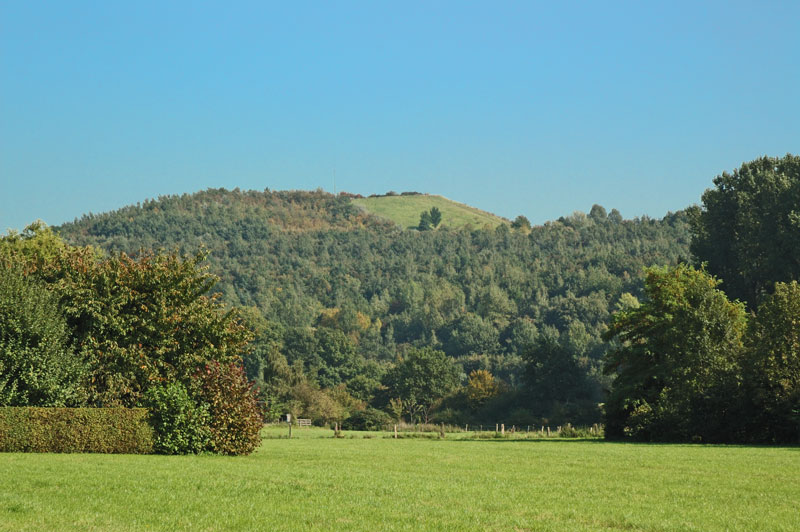
「グローセス・ホルツ」

  - 「デア・ブリック・イン・ディー・ツークンフト」（直訳: 未来の眺め）: ホルスト・レレッケ作。シュール通りのランドアバウトの中にある。ソーラーエネルギーで動作する芸術作品
  - 高さ 33 m の点滅する LED照明の柱「インパルス - ベルクカーメン 2010」はマリクとディルクのレッバート兄弟の作品で、人工的に造られたボタ山「グローセス・ホルツ」にある。
  - 以下の作品は文化プロジェクト「ヘルヴェーク - 光の道」に参加している。
    - アンドレアス M. カウフマンの「no agreement today, no agreement tomorrow」（直訳: 今日はダメ、明日もダメ）というタイトルの作品は、夜間に有名/無名の人物のモノクロ写真24枚を市庁舎の周回路に表示するものである。
    - ロフス・アウストの「サブポート・ベルクカーメン」は世界初で唯一の地下空港として、ノルトベルクの暗渠の中に全長 14 m の照明/音響装置を設置している。
    - 市庁舎前にあるビルギット・ヘルマーの泉「演出可能な水の壁」は週末になると、噴出する噴水にヨーロッパ各地の泉の映像を投影する。
    - ベルクカーメン中心部の4箇所のラウンドアバウトに設置された光る柱はレッバート兄弟の作品「ベルクカーメナー・マスシュテーベ」（直訳: ベルクカーメンの標準柱）で、ベルクカーメンに仮想的な屋根を創り、幻想的な市門を表現している。
    - 高さ 8 m のランプが、マリーナ・リュンテ港のミシャ・クーバルによる「プルスリヒト」（直訳: 脈打つ光）というタイトルの芸術的介入の基本要素を形成している。

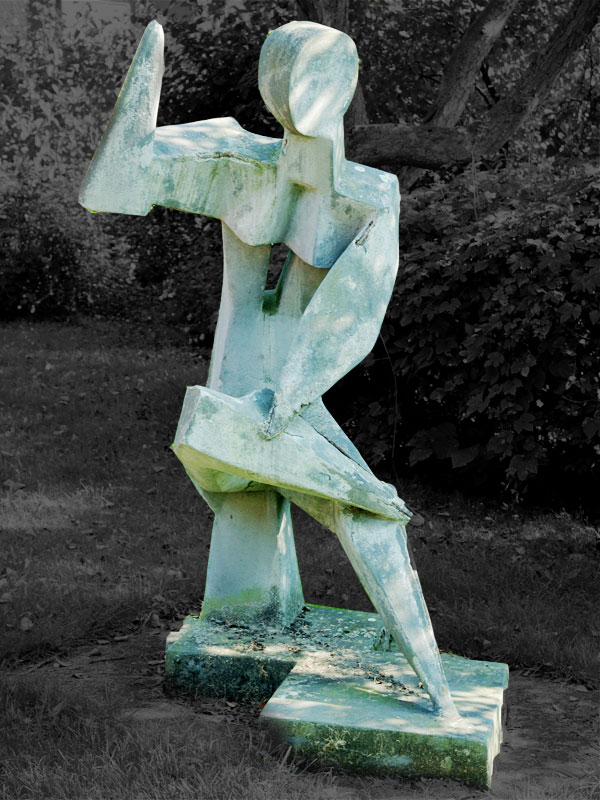
ロタール・カンプマン作のコンクリート像のうちの1体（博物館広場）
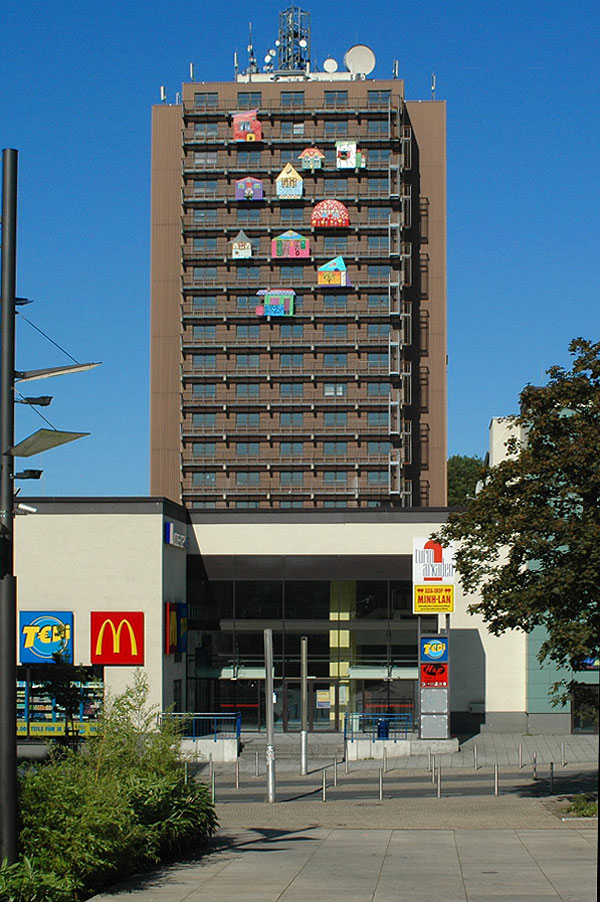
HAシュルトの「ダス・グリュック」
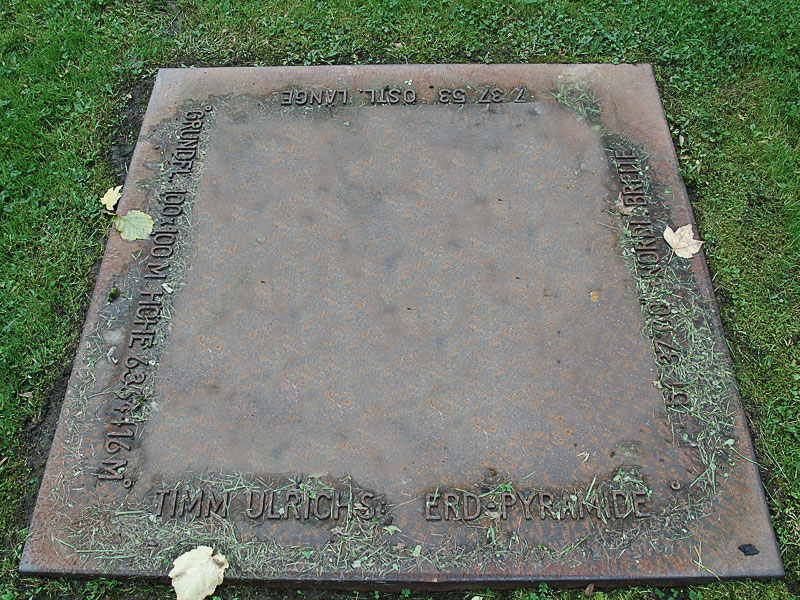
「エルトピラミーデ」
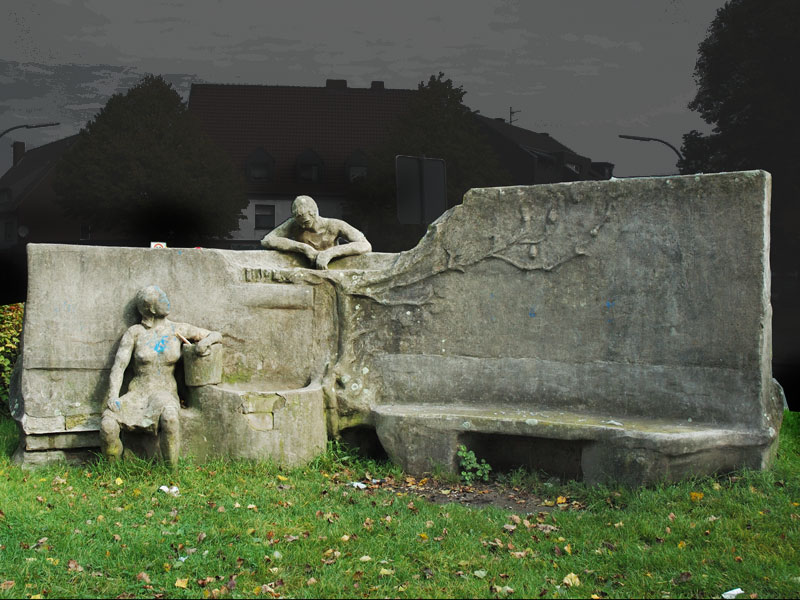
「統合広場」
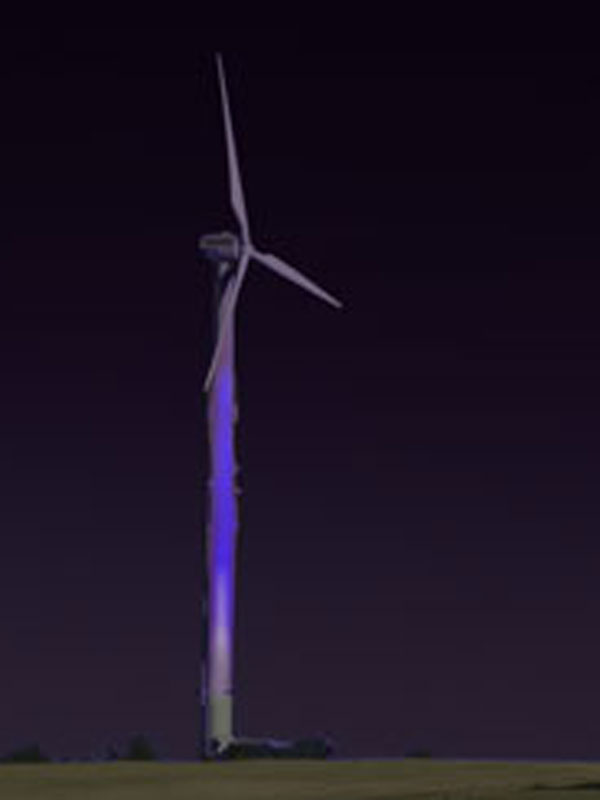
「ダス・ブラウエ・リヒト」

### 自然
- 緑化されたボタ山「グローセス・ホルツ」は海抜 148.5 m で、ウナ郡北部で最も高く、ルール地方の工業文化ルートのランドマークとなっている。
- ベルクカーメン市内には3つの自然保護区がある。その中でもベーヴァーゼー自然保護区とリッペ河畔自然保護区はヨーロッパレベルで重要である。リッペ河畔には、ウナ郡とルール地域連合が運営するエコロジーステーションもある。

### 博物館とギャラリー
- ベルクカーメン市立博物館: オーバーアーデン市区にあるこの市立博物館の重点は、出土品、ローマ時代の模型と復元図、炭鉱史、工業史、集落史、都市史、並びに以下のテーマである。
  - 小作農の住まい
  - 城吏の住まい
  - 1950年代の生活文化
  - 理髪店
  - ハーケンクロイツ下のベルクカーメン
  - タンテ＝エマ＝ラーデン
  - 昔の教室
  - 坑夫の地下での労働環境バルバラ坑
- 芸術ギャラリー「ゾーレ 1」: 市立芸術ギャラリー「ゾーレ 1」はドイツ最古の市町村立芸術ギャラリーである。芸術の世界でこのギャラリーは創立以来大きな評価を得ている。展覧会に加えて、印刷ワークショップで様々な印刷技術について情報を発信している。

### 演劇
- ベルクカーメンのスタジオシアターは、客席数420席の中規模の劇場である。客演の中心は「キャバレー」シリーズである。
- ギャラリー「ゾーレ 1」内の小ステージでは、有名/無名のキャバレリストが公演を行っている。「カフェーハウスナハミットターゲ」（直訳:「午後のコーヒーハウス」）も文化的ハイライトの1つである。
- レストラン「シュミュリング」は、定期的に有名なジャズやブルースのバンドによるジャズ・ライブを開催している。

## 人物

### 出身者
- エルンスト・フォン・ボーデルシュヴィング（1794年 -　1854年）プロイセンの内務大臣、首相を務めた。
- ハンス・ゼンホルツ（ドイツ語版、英語版）（1922年 -　2007年）エコノミスト
- オイゲン・ドレーヴァーマン（ドイツ語版、英語版）（1940年 - ）神学者、教会批評家、作家
- コンラート・オット（1959年 - ）哲学者、倫理学者

### ゆかりの人物
- カール・フォン・ボーデルシュヴィング（ドイツ語版、英語版）（1800年 -　1873年）プロイセンの金融大臣を務めた。
- ディートリヒ・・シュヴァニッツ（ドイツ語版、英語版）（1940年 - 2004年）作家、リュンテで育った。
- ペール・シュタインブリュック（1947年 - ）政治家。2000年から2005年までベルクカーンメン選出の州議会議員を務めた。
- フラウケ・ペトリー（1975年 -　）政治家、少女時代にベルクカーメンに住み、学んだ。
- ルーカス・リス（ドイツ語版、英語版）（1992年 - ）自転車競技選手。ベルクカーメン在住。

## 関連図書
- Martin Litzinger (1991). Region im Wandel – Geschichte des Raumes Bergkamen 1890–1991. Stadt Bergkamen
- Günter Stahlhut (1997). Wenn ein Bergwerk erzählen könnte …. Werne: Regio. ISBN 978-3-929158-07-6
- Johann-Sebastian Kühlborn (1992). Das Römerlager in Oberaden III. Münster: Aschendorff. ISBN 978-3-402-05140-5
- Rudolf Aßkamp (1991). Die römische Okkupation nördlich der Alpen zur Zeit des Augustus. Kolloquium Bergkamen 1989. Vorträge. Münster: Aschendorff. ISBN 978-3-402-05139-9
- Friedhelm Schwemin (1998). Die Römer in Oberaden. Werne: Regio. ISBN 978-3-929158-09-0
- Monika Lichtenhof (2003). Bergkamen. Leipzig: Stadt-Bild. ISBN 978-3-934572-57-7
- Martin Litzinger (2003). Bergkamen – Vom Bauerndorf zum Industrieort. Stadt Bergkamen. ISBN 978-3-929675-05-4
- Martin Litzinger (2005). “Bergkamen”. In Wolfgang Benz, Barbara Distel. Der Ort des Terrors. Geschichte der nationalsozialistischen Konzentrationslager. Band 2: Frühe Lager, Dachau, Emslandlager. München: C.H. Beck. ISBN 978-3-406-52962-7
- Martin Litzinger (2006). “Bergkamen”. In Manfred Groten, Peter Johanek, Wilfried Reininghaus, Margret Wensky. Handbuch der historischen Stätten. Band 3: Nordrhein-Westfalen (= Kröners Taschenausgabe. Band 273). Herausgegeben von den Landschaftsverbänden Rheinland und Westfalen-Lippe (3., völlig neu bearbeitete Auflage ed.). Stuttgart: Kröner. ISBN 978-3-520-27303-1